# سويز (شركة)
كانت سويز شركة فرنسية رائدة متعددة الجنسيات يقع مقرها الرئيسي في الدائرة الثامنة من باريس ،  مع عمليات في المقام الأول في إمدادات المياه والكهرباء والغاز الطبيعي وإدارة النفايات. كانت سويز نتيجة اندماج عام 1997 بين (كامباني دو سويز) و (ليوني دوكس أيوكس) ، وهي شركة مياه فرنسية رائدة. في أوائل العقد الأول من القرن الحادي والعشرين ، امتلكت سويز أيضًا بعض أصول وسائل الإعلام والاتصالات ، لكنها تخلصت منها منذ ذلك الحين. وفقًا لكتاب ماسون ووتر السنوي 2004/5 ، فقد خدمت قناة السويس 117.4 مليون شخص حول العالم. أجرت الشركة اندماجًا مع شركة المرافق الزميلة جاز دي فرانس في 22 يوليو 2008 لتشكيل جي دي أف سويز  (تسمى إنجي منذ عام 2015). تم تحويل أصول المياه والنفايات في سويز إلى شركة منفصلة للتداول العام ، وهي شركة سويز للبيئة.